# Arion ponsi
Espèce
Statut de conservation UICN

 NT  : Quasi menacé
Arion ponsi est une espèce de mollusques gastéropodes appartenant à la famille des Arionidae. 

## Taxonomie
L'espèce Arion ponsi est décrite en 2007 par le biologiste espagnol Josep Quintana (d).
Arion ponsi a pour synonyme :
- Arion (Mesarion) ponsi Quintana, 2007

### Étymologie
Son épithète spécifique, ponsi, lui a été donnée en l'honneur de Marc Pons Andreu de Ciutadella de Menorca et ami de l'auteur.

### Publication originale
- (es) Josep Quintana, « Un nuevo molusco terrestre para la fauna balear: Arion (Mesarion) ponsi sp. nov. (Gastropoda: Pulmonata: Arionidae) », Spira, vol. 2, no 3,‎ janvier 2007 (lire en ligne)

## Répartition
L'espèce est endémique de l'île de Minorque, une des îles Baléares.